# Living Loving Maid (She's Just a Woman)
Living Loving Maid (She's Just a Woman) is een nummer van de Engelse rockband Led Zeppelin. Het is het zesde nummer van hun tweede album Led Zeppelin II uit 1969. Het werd in Nederland uitgegeven als B-kant van de single "Whole Lotta Love". Het nummer gaat over een groupie die de band aan het begin van hun loopbaan achtervolgde. Door een fout tijdens het drukken van de platenhoes voor de Engelse uitgave kreeg het nummer de titel, "Livin' Lovin' Wreck (She's a Woman)". Wreck werd spoedig vervangen door Maid en de subtitel, She’s a Woman, werd veranderd in She’s Just a Woman. "Living Loving Maid (She's Just a Woman)" volgt op het album direct achter het nummer "Heartbreaker" zodat de twee nummers meestal samen gedraaid werden op de radio. Gitarist Jimmy Page hield niet van het nummer, het is dan ook nooit live gespeeld tijdens optredens van de band.
In 1990 speelde zanger Robert Plant het nummer tijdens zijn solo tour ter promotie van zijn album Manic Nirvana. 
"Living Loving Maid (She's Just a Woman)" is een van de weinige nummers waarop Jimmy Page te horen is als achtergrondzanger.

## Cover-versies
Living, Loving Maid (She’s Just a Woman) is door diverse artiesten gecoverd. De bekendste zijn:

| Artiest            | Album                                              | Jaar |
| ------------------ | -------------------------------------------------- | ---- |
| Dread Zeppelin     | Un-Led-Ed                                          | 1990 |
| Great White        | Great Zeppelin: A Tribute to Led Zeppelin          | 1999 |
| The Section (band) | The String Quartet Tribute to Led Zeppelin, Vol. 2 | 2002 |